# Basílica de Santa María Novella
La basílica de Santa María Novella (en italiano: Basilica di Santa Maria Novella) es una de las iglesias más importantes de la ciudad italiana de Florencia, y se encuentra situada en el noroeste de la parte antigua de la ciudad, en la plaza del mismo nombre y próxima a la estación de ferrocarril.
Fue declarada basílica menor el 22 de octubre de 1919.

## Historia
Está considerada Patrimonio de la Humanidad. En el siglo IX existía un pequeño oratorio dedicado a Santa María de la Viña, y sobre él se levantó, en 1049, la iglesia de Santa María Novella, concedida, en 1221, a doce frailes dominicos, quienes, guiados por fray Giovanni da Salerno habían llegado a la ciudad provenientes de Bolonia dos años antes. La ampliación de la iglesia comenzó en 1279, y fue proyectada por los frailes Sisto de Florencia, Jacopo Pasavanti y Ristoro de Campi. Se terminó a mediados del siglo XIV y fue consagrada por el papa Eugenio IV en 1420.

### La fachada
La fachada de mármol se encuentra entre las obras más importantes del Renacimiento florentino. Comenzada en 1456, se finalizó en 1470.
La primera intervención se realizó en 1350, cuando la zona fue recubierta de mármol blanco y verde gracias al mecenazgo de un tal Torino Del fu Baldese, fallecido un año antes. De esa época datan los seis nichos de las dos portadas laterales, de estilo gótico, así como la ornamentación de mármol a recuadros. En uno de esos nichos Giovanni Boccaccio ambientó uno de sus relatos del Decamerón (VIII, 9). Los nichos continuaron a lo largo de la pared oriental externa de la iglesia y alrededor del recinto del cementerio. En uno de ellos está enterrado el pintor Domenico Ghirlandaio.
Por encargo de la familia Rucellai, Leon Battista Alberti diseñó la gran puerta central, los frisos y el complemento superior de la fachada, en mármol blanco y verde oscuro (se terminó en 1470). Alberti armonizó los elementos previos góticos con los nuevos, puramente renacentistas. Las incrustaciones bicolores se inspiran en el románico florentino, en concreto en la basílica de San Miniato al Monte. Alberti también ideó las dos volutas que permiten salvar la distancia existente entre la nave central y las laterales, denominadas aletones. La voluta de la derecha fue recubierta de mármol en 1920.

### Interior de la iglesia
La iglesia presenta una planta de cruz latina, con características típicas de la arquitectura gótica cisterciense, dividida en tres naves. Contiene numerosas obras de arte, destacando el fresco de La Trinidad, obra de Masaccio, obra experimental en el uso de la perspectiva. Es de reseñar así mismo la capilla Tornabuoni, que contiene los frescos de Domenico Ghirlandaio (entre ellos, su Natividad de María), y la capilla Gondi, que alberga la única obra en madera de Brunelleschi, el famoso Crucifijo.
Giorgio Vasari fue el arquitecto que llevó a cabo la reforma entre 1565 y 1571, renovó el recinto del coro y reconstruyó los altares laterales, lo que propició la construcción de la ventana gótica. De nuevo se reformó entre 1858 y 1860 bajo las órdenes de Enrico Romoli.
Dentro se puede ver la Farmacia de Santa María Novella, la farmacia más antigua de Europa que data de 1221 y una actividad continuada de más de cuatro siglos.

## Artistas y obras realizadas para la iglesia y el convento (orden cronológico)
- Giotto - Crocifisso sobre tabla, probable trabajo temprano, documentado existente en 1312 en la contra-fachada y ahora colocado en el centro de la nave principal.
- Tino di Camaino - Tomba del vescovo di Fiesole.
- Nardo di Cione - frescos del Giudizio Universale (pared posterior), Paradiso (pared izquierda), Inferno (pared derecha) y diseño de la vidriera, en la capilla Strozzi, transepto izquierdo. También los frescos en la capilla de Sant'Anna y en la de San Paolo en el Chiostro dei Morti se relacionan con él o su  (década de 1360).
- Bernardo Daddi - políptico con Madonna in trono con Bambino e santi (1344) en la capilla del Santísimo Sacramento que se abrió en la sala capitular, hoy capilla de los Españoles.
- Andrea Orcagna - Pala Strozzi (firmada y fechada en 1357), políptico con Visione di San Tommaso en el altar de la capilla Strozzi. Restos de frescos bajo los de Domenico Ghirlandaio en la bóveda de la capilla Maggiore. También se atribuyen al artista o a su escuela los frescos en la capilla funeraria de los Strozzi en el claustro de los Muertos con Crocifissione en el muro oeste y la Natività en el muro sur.
- Andrea de Bonaiuto - frescos (alrededor de  1365) del capilla de los Españoles.
- Nino Pisano - Madonna col Bambino, capilla Rucellai.
- Filippo Brunelleschi - Crucifijo de madera en el altar de la capilla Gondi (entre 1410 y 1425)
- Lorenzo Ghiberti - Lastra sepolcrale di Fra' Leonardo Dati (1425-1427).
- Masaccio - Trinità, Maria e Giovanni (1427 circa), en la tercera capilla del pasillo izquierdo.
- Paolo Uccello - frescos con  Storie della Genesi en el "Chiostro verde" (en el lado oriental, los frescos del primer tramo (alrededor de 1425) se atribuyen al pintor, conCreazione degli animali, Creazione di Adamo, Paradiso terrestre, Creazione di Eva, Peccato originale, y los del cuarto tramo (a mediados de siglo), con Diluvio universale e recessione delle acque, Uscita dall'arca, sacrificio di Noé, ebbrezza di Noè. Los frescos de los tramos segundo y tercero son atribuibles a un pintor de su círculo (Dello Delli o Francesco d'Antonio), mientras que los de los tramos quinto y sexto están perdidos casi por completo..
- Bernardo Rossellino y Desiderio da Settignano - Monumento alla Beata Villana (1451), en la nave lateral derecha.
- Baccio d'Agnolo - coro y atril de madera (ahora en la capilla Maggiore), reelaborado por Vasari.
- Domenico Ghirlandaio - frescos en la capilla Maggiore, comisionados por Giovanni Tornabuoni (1485-1490) en las parede (Storie di Maria en la pared izquierda, Storie di San Giovanni Battista en la pared derecha, San Domenico brucia i libri eretici, Uccisione di S.Pietro Martire, Annunciazione e Andata di S.Giovanni nel deserto con los mecenas en la pared del fondo) y en la bóveda(Evangelisti).
- Filippino Lippi - frescos en la capilla de Filippo Strozzi (1497-1502): n la bóveda están representados Adán, Noé, Abraham y Jacob; en la pared derecha San Filippo Apostolo fa uscire di sotto il tempio di Marte in Jerapoli un mostro y Crocifissione di San Filippo en la luneta; en la pared izquierda San Giovanni Evangelista resuscita Drusiana y Martirio del santo en la luneta; pared posterior con decoración arquitectónica y figuras de claroscuro). Cartón para las ventanas de la capilla, con Madonna con il Bambino e i santi Giovanni e Filippo.
- Benedetto da Maiano - Tomba di Filippo Strozzi (1491-1493) con tondo con Madonna e Bambino con el apoyo de cuatro ángeles y sarcófago de basalto. El busto está ahora en el Museo del Louvre.
- Ridolfo del Ghirlandaio -  frescos en la  cappella dei Papi (1515 luneto con la 'Assunzione della Vergine y decoración de la bóveda).
- Pontormo - frescos en la capilla de los Papas (1515 luneto con la Veronica, paneles en la bóveda).
- Giorgio Vasari - Madonna del Rosario (1568)
- Bronzino - il Miracolo di Gesù
- Giambologna - Crocifisso de bronce en el altar mayor.
- Alessandro Allori - Última cena en el refectorio (1592)
- Artistas que hicieron frescos del Gran Claustro (1580-1585): Alessandro Allori, Santi di Tito, Bernardino Poccetti, Ludovico Cigoli, Ludovico Buti, Cosimo Gamberucci, Benedetto Veli, Lorenzo Sciorina, Giovanni Maria Butteri, Mauro Soderini, ecc.

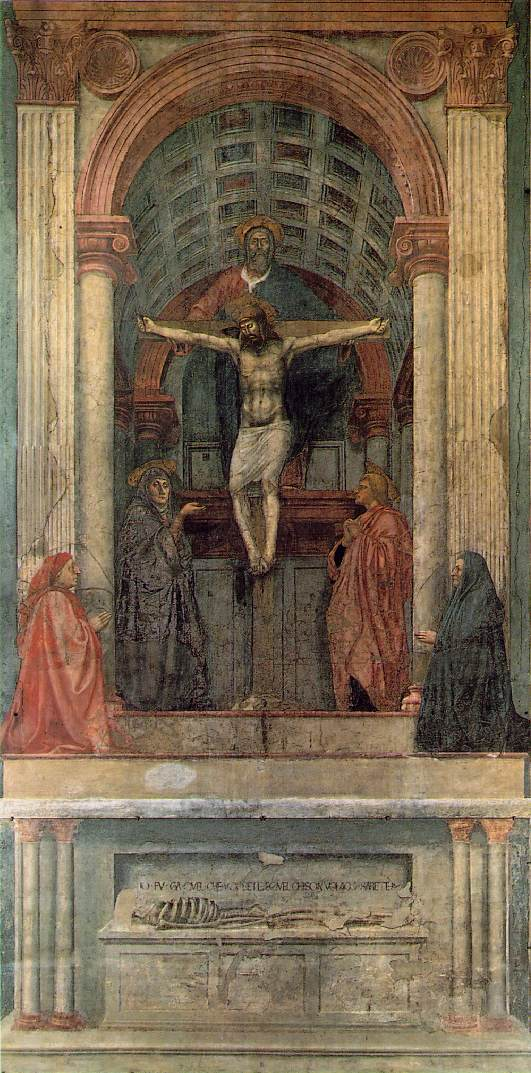
La famosa Trinità de Masaccio
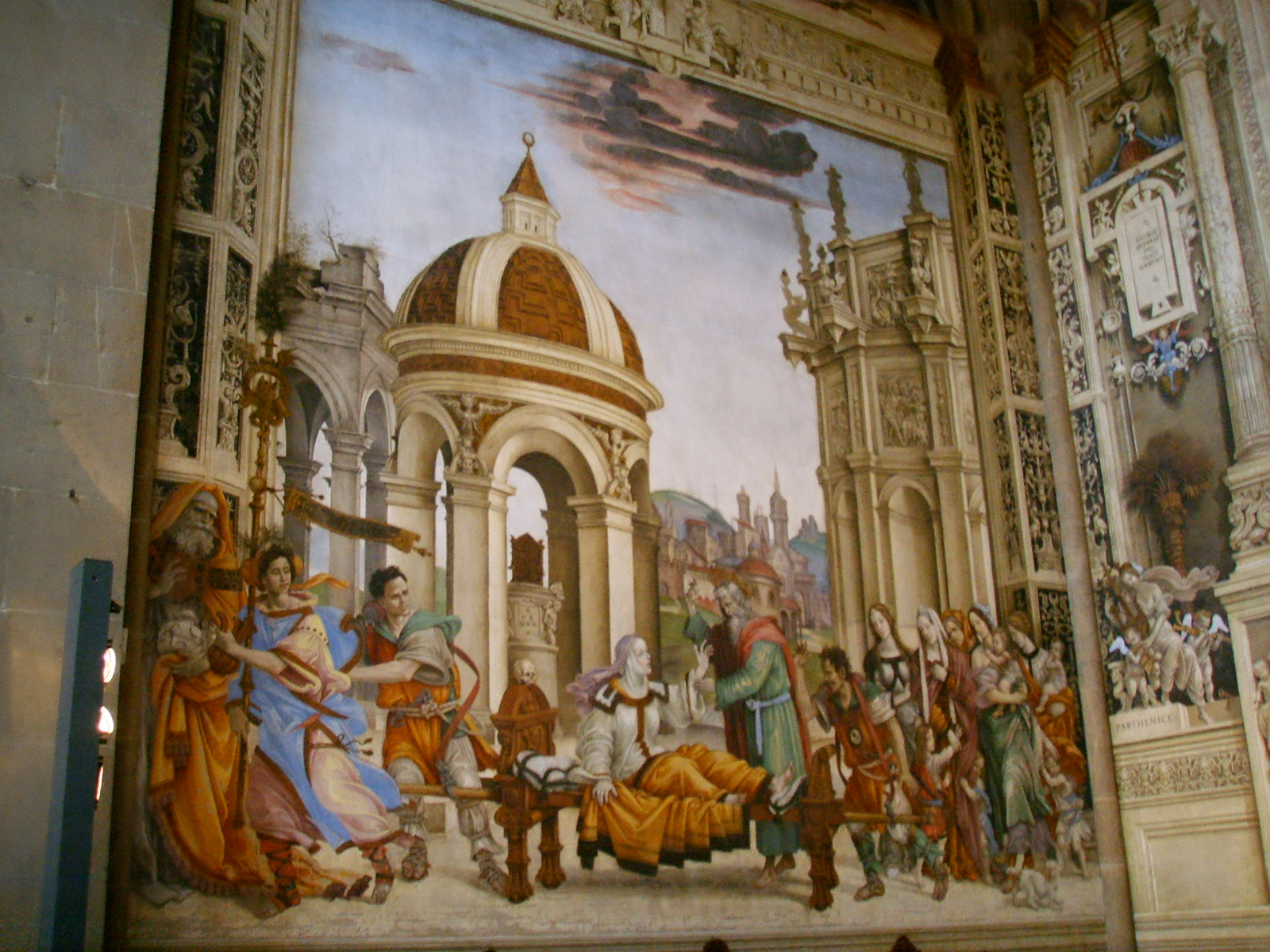
Los frescos de Filippino Lippi para la capilla Strozzi
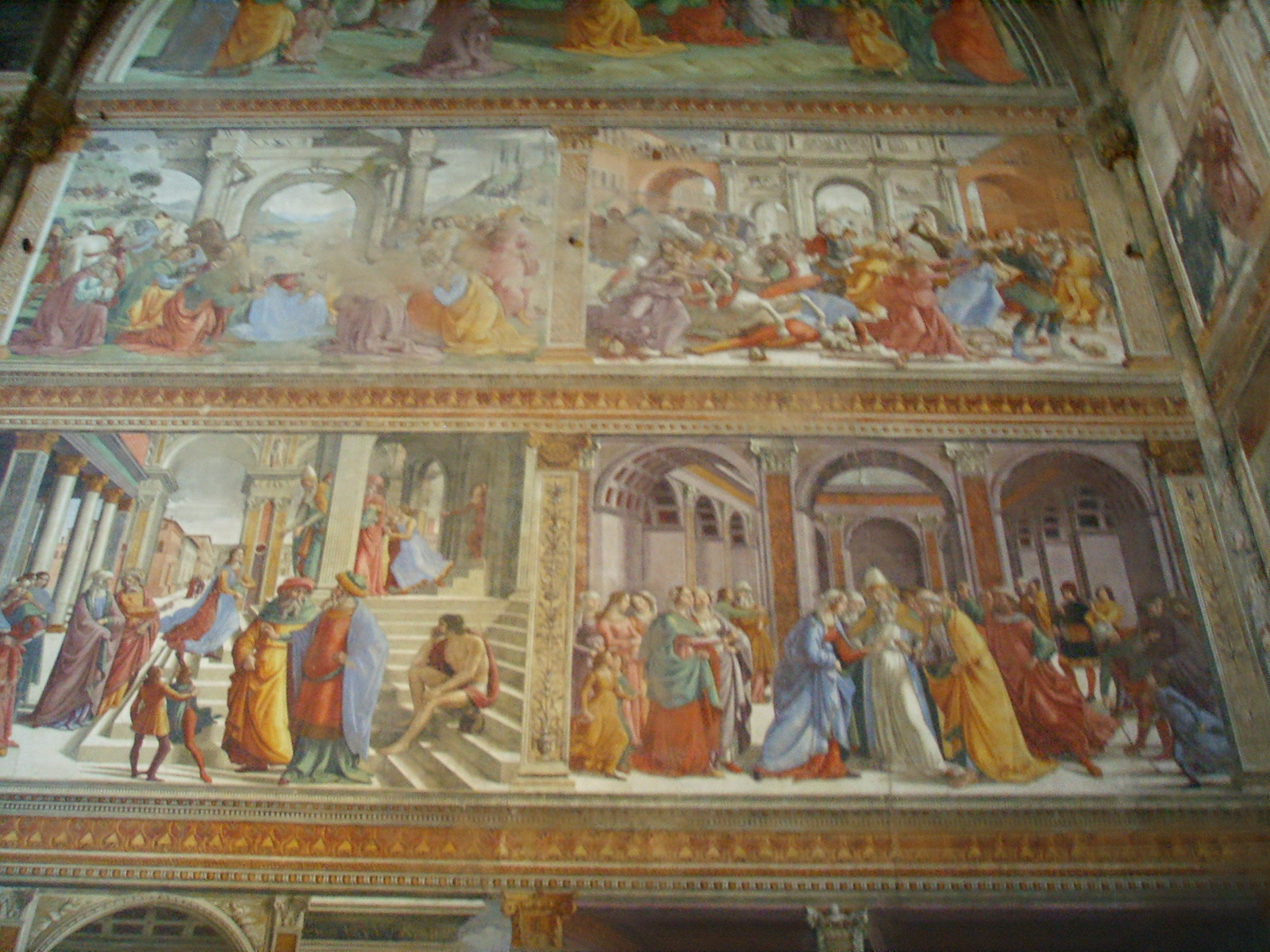
Frescos de Domenico Ghirlandaio en la capilla Tornabuoni

## Galería de imágenes

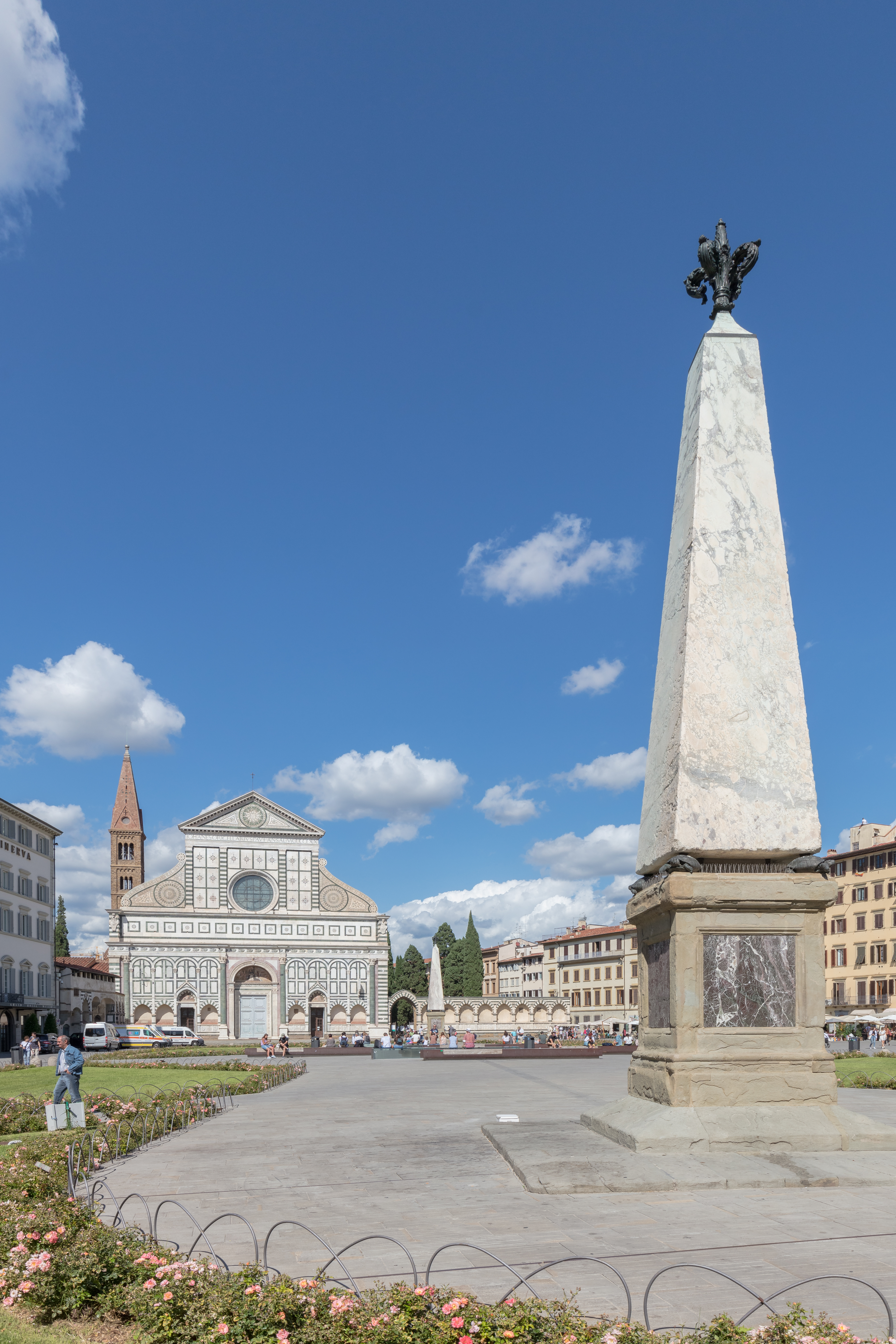
Vista de la plaza de Santa Maria Novella, con la fachada de la basílica al fondo.
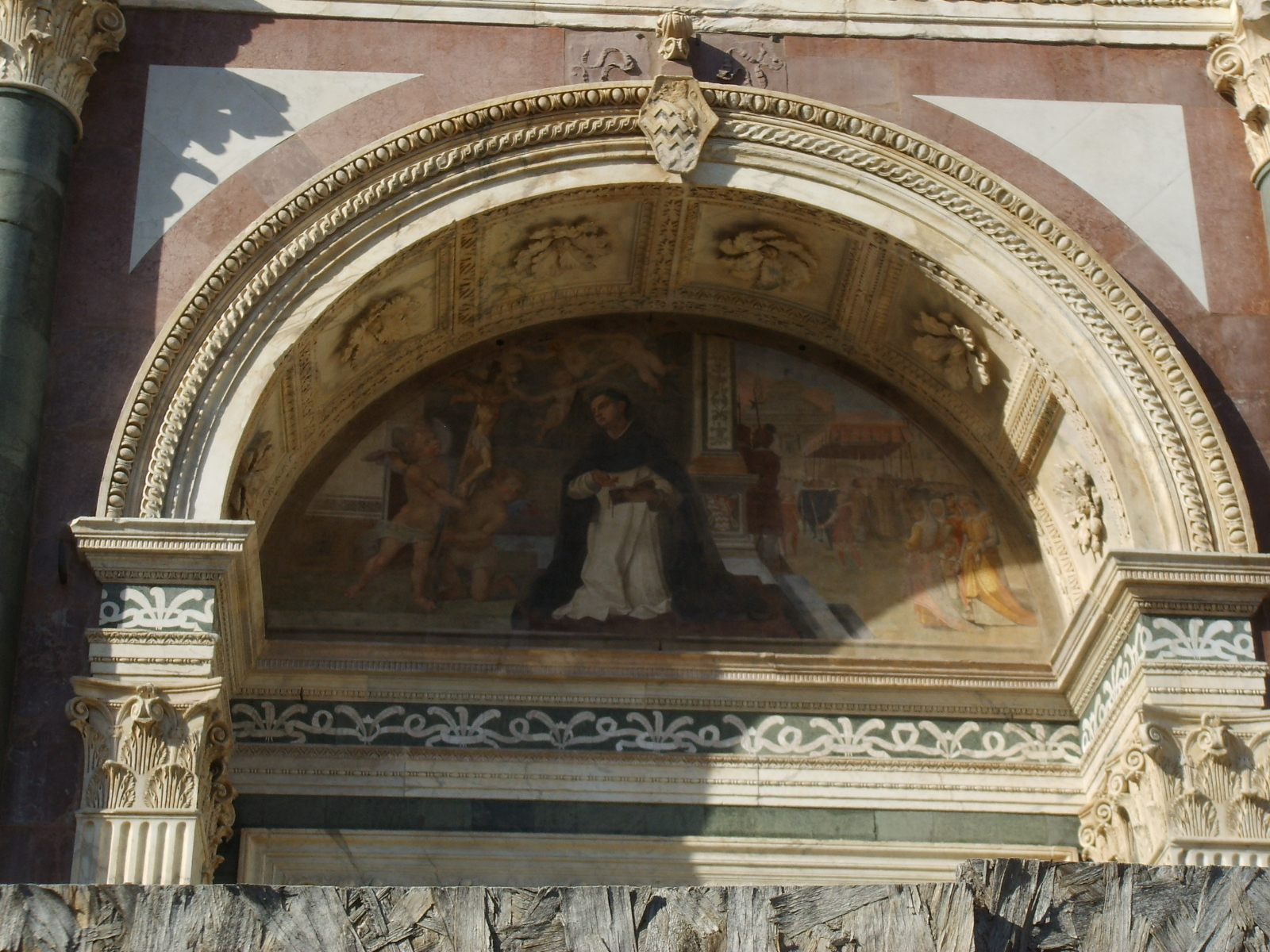
Detalle del arco de medio punto central.
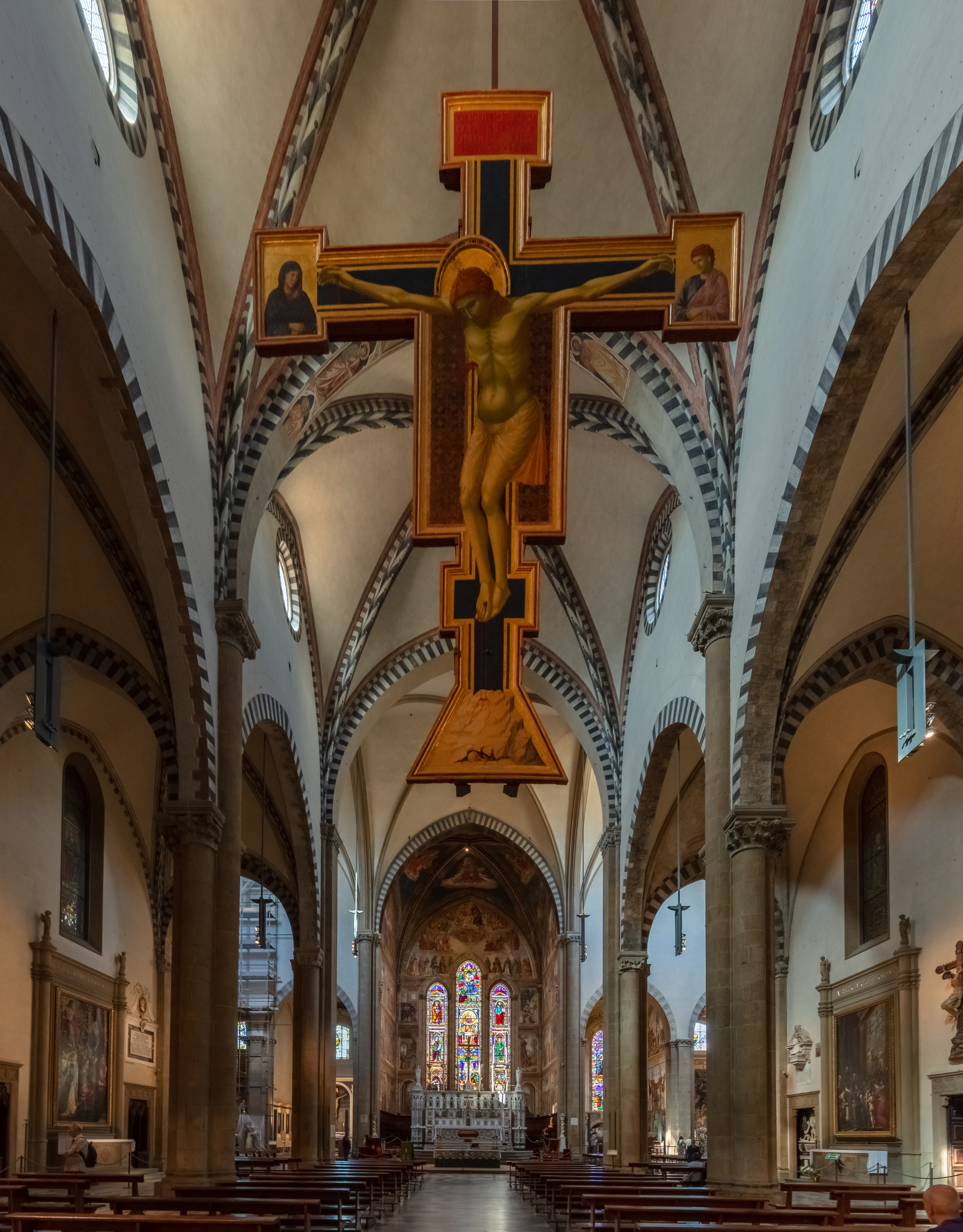
La nave central de la iglesia, de estilo gótico.
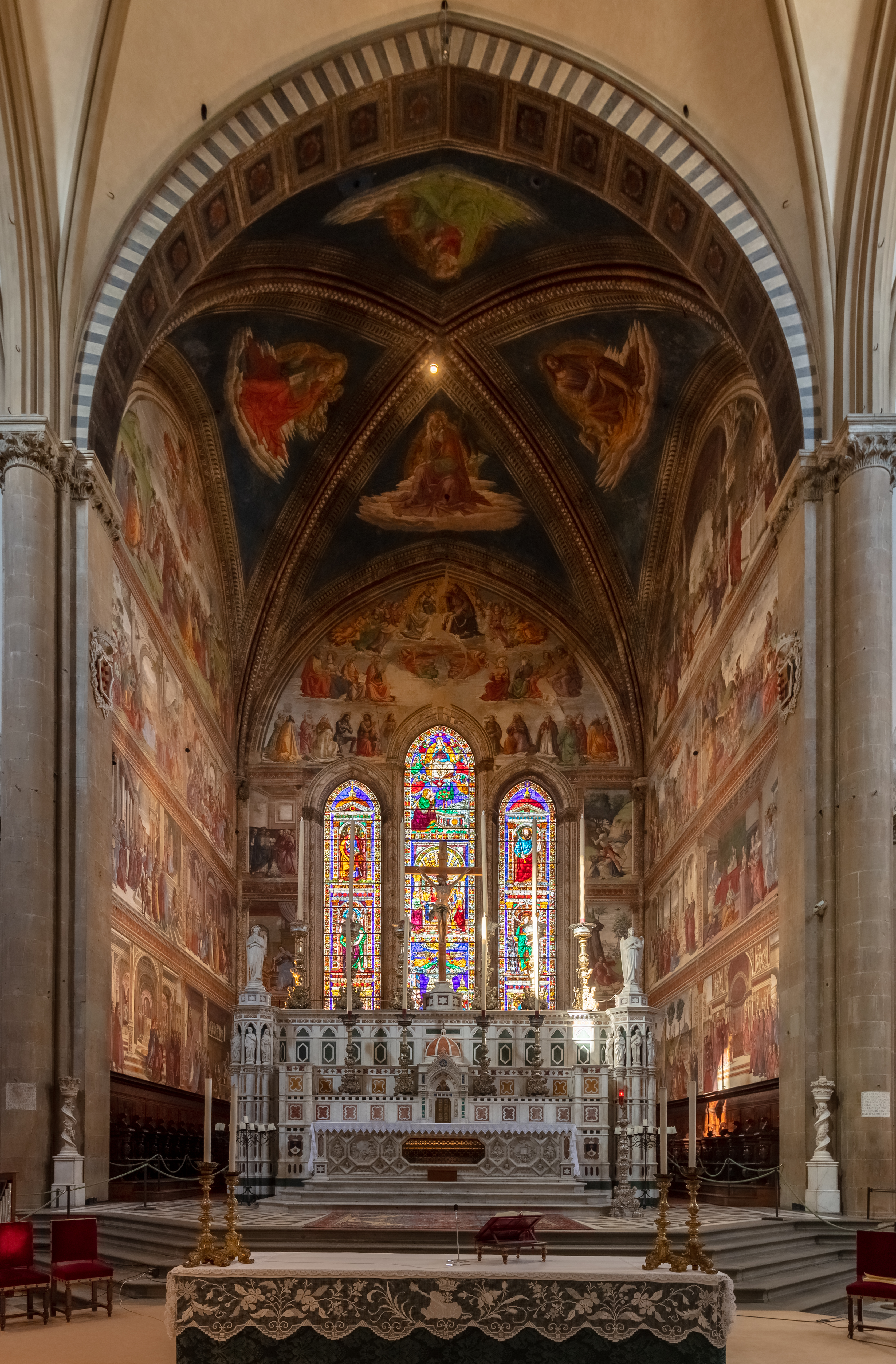
Altar.
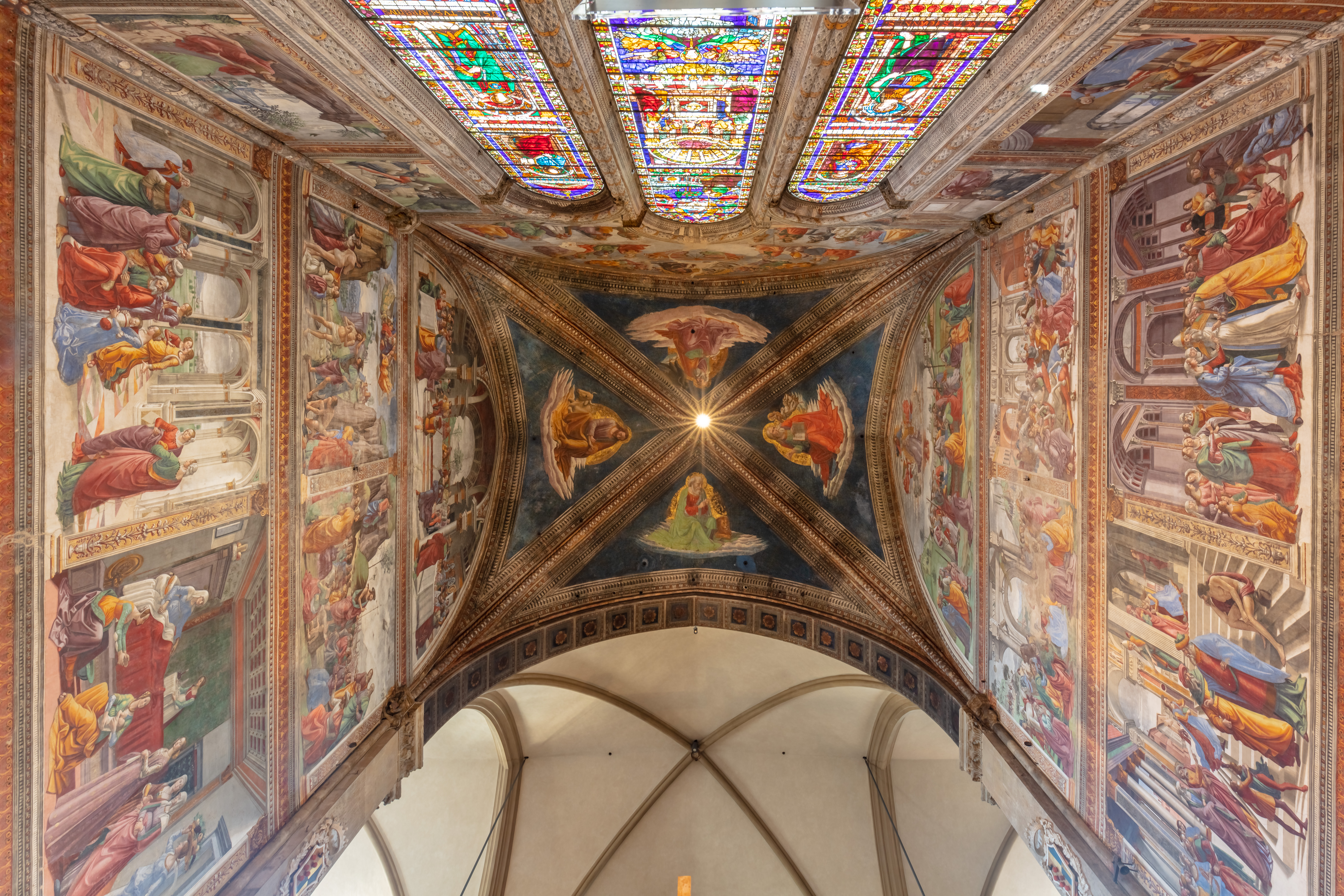
Vista inferior de la capilla Tornabuoni.
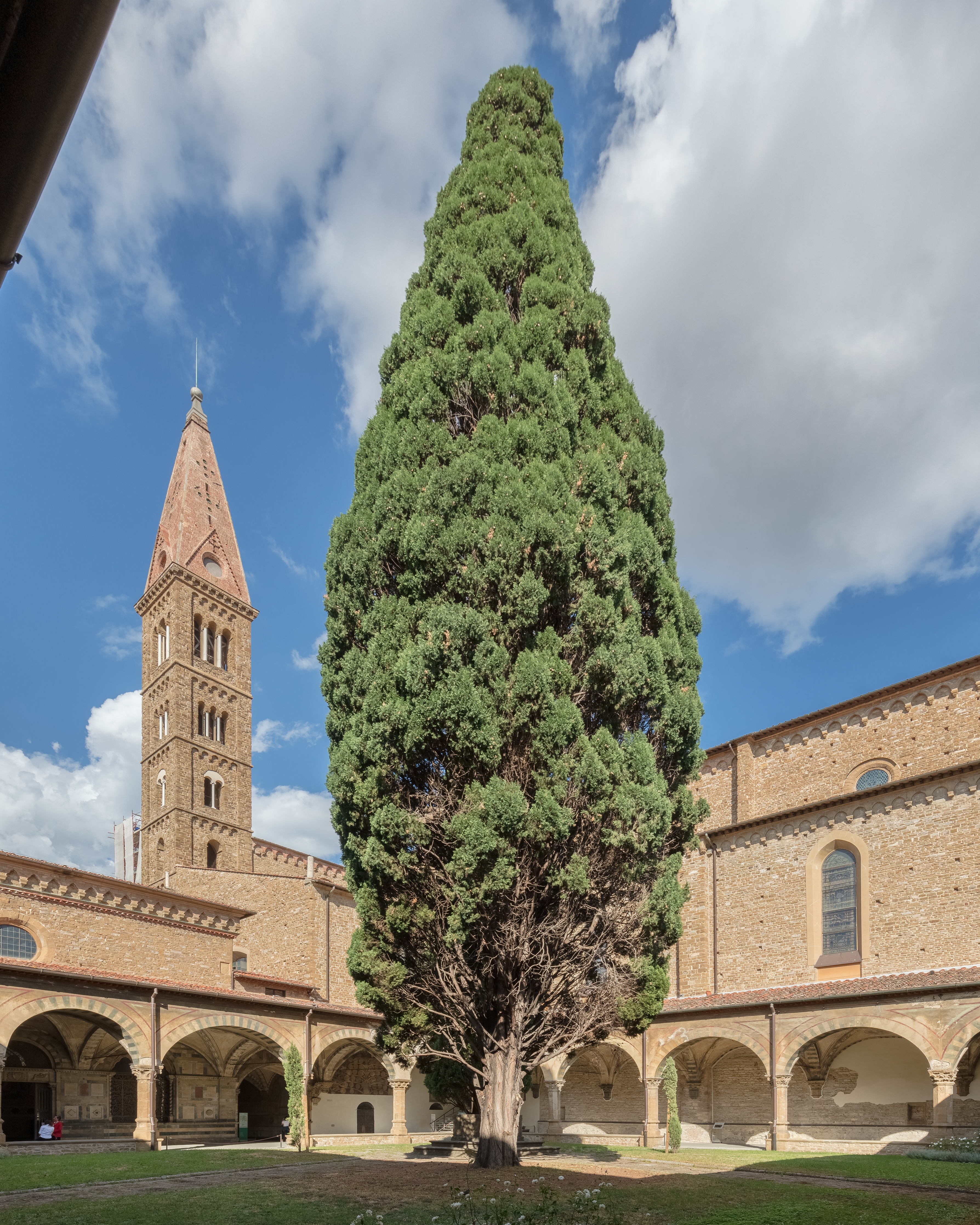
Patio.